# Napoleon Washington
Raphaël Bettex, alias Napoleon Washington, (* 1972 in Le Locle; † 14. April 2015 in Lausanne) war ein Schweizer Musiker und Songwriter.

## Leben
Raphaël Bettex war Gitarrist und Sänger und galt als eine herausragende Stimme des Schweizer Blues. Zu seinen Einflüssen zählen Dr. John, Robert Johnson, Son House, Mississippi John Hurt und Fred McDowell. Er spielte als Teil der Band Crawlin’Kingsnake Blues Band und später der Band The Five Blind Boys from The Parish zusammen mit Raphael Pedroli (Schlagzeug) und Simon Gerber (Bass, Gesang). Parallel dazu begann er 2003 eine Solo-Karriere. 2007 trat er am Montreux Jazz Festival auf. Sein Hauptwerk ist das Album Mud & Grace (2009). 

## Diskographie
- 2001: Keep The Blues Alive
- 2003: Hotel Bravo
- 2006: Homegrown
- 2009: Mud & Grace